# محافظة تهاي بنه
محافظة تهاي بنه  ( بالفيتنامية : Thái Bình ) هي إحدى محافظات فيتنام. وتقع في دلتا النهر الأحمر.

## أعلام
- فام توان
- تران هونج داوو
- فان هو دوان

## روابط إضافية
- Official Site of Thai Binh Government نسخة محفوظة 17 مايو 2006 على موقع واي باك مشين.
- Thai Binh Introduction|Site of Thai Binh Trade & Tourism Department نسخة محفوظة 24 يوليو 2009 على موقع واي باك مشين.
- Thai Binh accommodation for travelers